# マイオーディション
マイオーディション(MyAudition)は、大韓民国のT3エンターテイメントが開発した音楽ゲーム。現地では「オーディション2(Audition2、ハングル:"오디션2")」という名前で運営されていたが、2013年12月9日にサービスが終了。日本でも単独的に運営を続けてきたが、今後の発展開発が難しいとのことから2014年12月5日にサービスが終了した。

## 概要
2012年9月5日にティザーサイトが公開された。2012年9月11日には、ニコニコ動画生放送番組で「マイオーディション」がエクスビートの運営と同じハンビットとハンゲームにてサービス開始されることが発表された。
日本の音楽オンラインゲームではめずらしく、J-POPカバー曲やVOCALOID曲などが導入される。
前作「X-BEAT」を踏襲しており、ゲーム内でもモードや採用楽曲など、その傾向が多くみられる。

## ゲームシステム

### 操作
モードによりルールが違うが、音楽に合わせて画面に表示される矢印（スキルノート）の通りに「カーソルキー」または「テンキー」を入力していくシンプルなゲームである。

### ファッション
プレイヤーはゲーム内の「アイテムモール」で、課金によって購入するポイント通貨と、ゲーム内通貨「DEN」でファッションアイテムを購入できる。マイオーディション運営開始当初のアバター種類は2000種類。

## 楽曲
- ボーカロイド曲
  - 「千本桜」by 黒うさ 他
- J-POPカバー曲
  - 「ただ…逢いたくて」EXILE 他